# يوني فلوريس
يوني فلوريس (بالإسبانية: Yony Flores)‏ (16 فبراير 1983 بغواتيمالا في غواتيمالا - ) هو لاعب كرة قدم غواتيمالي في مركز الدفاع. شارك مع منتخب غواتيمالا لكرة القدم. أما مع النوادي، فقد لعب مع ميونيسيبال وDeportivo Marquense ‏ وSacachispas ‏.

## وصلات خارجية
- يوني فلوريس على موقع الاتحاد الدولي (مؤرشف)  (الإنجليزية)
- يوني فلوريس على موقع قاعدة بيانات كرة القدم.إي يو (الإنجليزية)
- يوني فلوريس على موقع ناشيونال فوتبول تيمز (الإنجليزية)